# Hemigrammus haraldi
Hemigrammus haraldi är en fiskart som beskrevs av Géry, 1961. Hemigrammus haraldi ingår i släktet Hemigrammus och familjen Characidae. Inga underarter finns listade i Catalogue of Life.